# Boon Point
Boon Point é um cabo na ilha de Antígua e que constitui o ponto mais setentrional desta ilha. Situa-se perto da localidade de Cedar Grove.